# Sueños líquidos
Sueños líquidos es el título del quinto álbum de estudio (noveno en general) grabado por la banda de rock mexicano Maná. Fue lanzado al mercado por la compañía discográfica WEA Latina el 14 de octubre de 1997.
Después de su lanzamiento por primera vez en más de 36 países de todo el mundo, la banda comenzó a recibir atención internacional fuerte, especialmente en España y los Estados Unidos, donde el álbum vendió más de 1 000 000 de copias. Fue grabado en la ciudad costera de Puerto Vallarta.
Sueños líquidos obtuvo un premio Grammy a Mejor Álbum Rock/Alternativo. El álbum recibió un Premio Lo Nuestro premio de "Álbum Pop del Año", que fue compartido con Shakira de "¿Dónde están los ladrones?. Fue lanzado al mercado en formato DVD-Audio en 2001. 
En el folleto del disco se reproduce una obra del pintor Waldo Saavedra. El artista se inspiró para realizar dicha portada en una imagen artística donde aparece semidesnuda Letizia Ortiz, actual reina consorte de España.

## Lista de canciones
Todas las letras escritas por Fher Olvera, excepto «Tú tienes lo que quiero» por Álex González.
| N.º   | Título                         | Música                      | Duración |  |
| 1.    | «Hechicera»                    | Fher Olvera · Álex González | 4:58     |  |
| 2.    | «Un lobo por tu amor»          | Fher Olvera · Álex González | 5:21     |  |
| 3.    | «Cómo dueles en los labios»    | Fher Olvera                 | 4:08     |  |
| 4.    | «Chamán»                       | Álex González               | 5:11     |  |
| 5.    | «Tú tienes lo que quiero»      | Álex González               | 4:38     |  |
| 6.    | «Clavado en un bar»            | Fher Olvera                 | 5:11     |  |
| 7.    | «Róbame el alma»               | Álex González               | 4:04     |  |
| 8.    | «En el muelle de San Blas»     | Fher Olvera · Álex González | 5:51     |  |
| 9.    | «La sirena»                    | Fher Olvera                 | 5:28     |  |
| 10.   | «Me voy a convertir en un ave» | Fher Olvera                 | 5:00     |  |
| 11.   | «Cómo te extraño corazón»      | Fher Olvera                 | 5:12     |  |
| 12.   | «Ámame hasta que me muera»     | Sergio Vallín               | 4:30     |  |
| 13.   | «Mr. Gruf» (Hidden Track)      | Sergio Vallín               | 0:44     |  |
| 60:22 |                                |                             |          |  |

## Créditos y personal
- Fher Olvera - voz principal, guitarra acústica, armónica
- Álex González - batería, voces, percusión miembro eléctrica, programación
- Juan Diego Calleros - bajo, contrabajo acústico
- Sergio Vallín - guitarra acústica, guitarra eléctrica

## Invitados
- Juan Carlos Toribio - Teclados, programación
- Luis Conte - percusión
- Bob Tansen - flauta en "Como dueles en los labios"
- José L. Quintana - coros
- Randy Walman - teclados, muestras de "Como dueles en los labios" y "La sirena"
- Pablo Aguirre - programación
- Rick Bartist - trompeta
- Doug Michael

## Posiciones en la lista
| Listas (1997)                   | Máxima posición |
| ------------------------------- | --------------- |
| U.S. Billboard 200              | 67              |
| U.S. Billboard Top Latin Albums | 1               |
| U.S. Billboard Latin Pop Albums | 1               |

### Sucesión y posicionamiento
| Predecesor: Romances de Luis Miguel | U.S. Billboard Top Latin Albums — Álbum N.º 1 1 de noviembre de 1997 - 7 de noviembre de 1997 | Sucesor: Romances de Luis Miguel |

| Predecesor: Romances de Luis Miguel | U.S. Billboard Latin Pop Albums — Álbum N.º 1 1 de noviembre de 1997 - 7 de noviembre de 1997 | Sucesor: Romances de Luis Miguel |